# Блерсвил (Ајова)
Блерсвил (енгл. Blairstown) град је у америчкој савезној држави Ајова. По попису становништва из 2010. у њему је живело 692 становника.

## Демографија
Према попису становништва из 2010. у граду је живело 692 становника, што је 10 (1,5%) становника више него 2000. године.
| Група             | 2000.       | 2010.       |
| Белци             | 677 (99,3%) | 654 (94,5%) |
| Афроамериканци    | 0 (0,0%)    | 5 (0,7%)    |
| Азијати           | 0 (0,0%)    | 1 (0,1%)    |
| Хиспаноамериканци | 2 (0,3%)    | 30 (4,3%)   |
| Укупно            | 682         | 692         |